# Gokaidō
Gokaidō (jap. 五街道, dosł. Pięć dróg) – pięć głównych dróg (kaidō), które łączyły regiony kraju z miastem Edo (obecnie Tokio) w okresie Edo. 

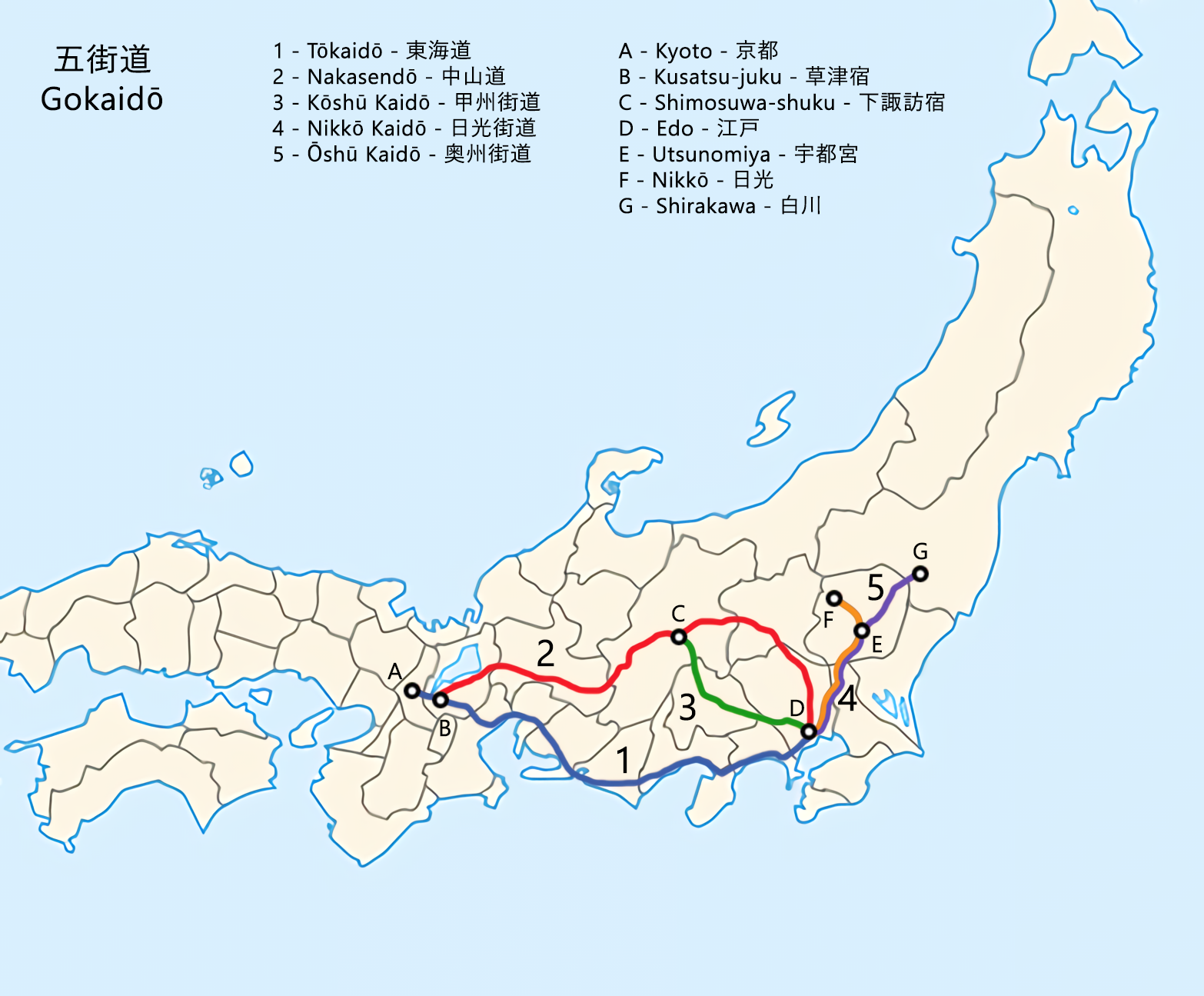
Gokaidō zaznaczone na mapie Japonii

Najważniejszą z nich była Tōkaidō, która łączyła Edo z Kioto. Budowę tych dróg rozpoczął Ieyasu Tokugawa w 1601 roku w celu umocnienia swojej władzy w państwie. Dokończył pracy jego wnuk, Ietsuna Tokugawa, i to on nadał im tytuł głównych dróg. Wzdłuż każdego szlaku zbudowano wiele stacji, zwanych shukuba, w których podróżni mogli odpocząć i uzupełnić zapasy.

## Pięć dróg

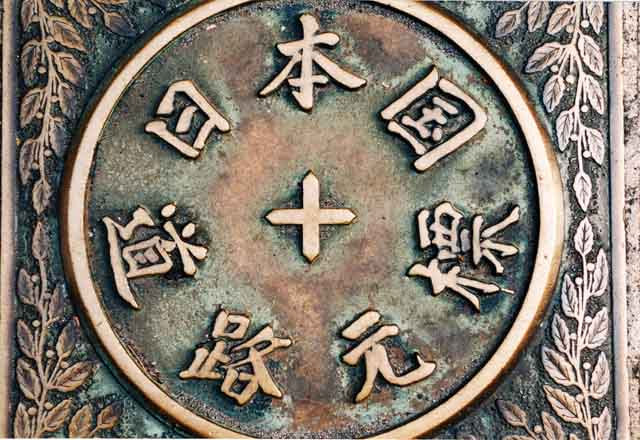
Znak początku Gokaidō na Nihonbashi

Wszystkie drogi zaczynały się w Nihonbashi w Edo. Każda droga miała łączyć stolicę z innymi częściami kraju.
- Tōkaidō

Posiadała 53 stacje i biegła wzdłuż wybrzeża Pacyfiku. Łączyła ona Edo z Kioto. W miejscu 52. stacji Kusatsu-juku łączyła się z drogą Nakasendō
- Nakasendō

Posiadała 69 stacji. Biegła przez środek Honsiu i łączyła stolicę z Kioto. Na stacji Shimosuwa-shuku łączyła się z drogą Kōshū Kaidō, która w tym miejscu się kończyła. Łączyła się również z drogą Tōkaidō w miejscu stacji Kusatsu-juku.
- Kōshū Kaidō

Posiadała 44 stacje i łączyła Edo z miastem Kai w prefekturze Yamanashi. Kończyła się na stacji Shimosuwa-shuku, która jednocześnie łączyła ją z drogą Nakasendō.
- Ōshū Kaidō

Posiadała 27 stacji. Łączyła stolicę z miastem Mutsu w prefekturze Fukushima. Znajdowało się tam również wiele innych, mniejszych dróg, które prowadziły do innych miast na północy Japonii.
- Nikkō Kaidō

Ta droga posiadała 21 stacji. Łączyła Edo z Nikkō w ob. prefekturze Tochigi. W tym mieście znajduje się znany chram shintō Nikkō Tōshō-gū.

## Inne drogi

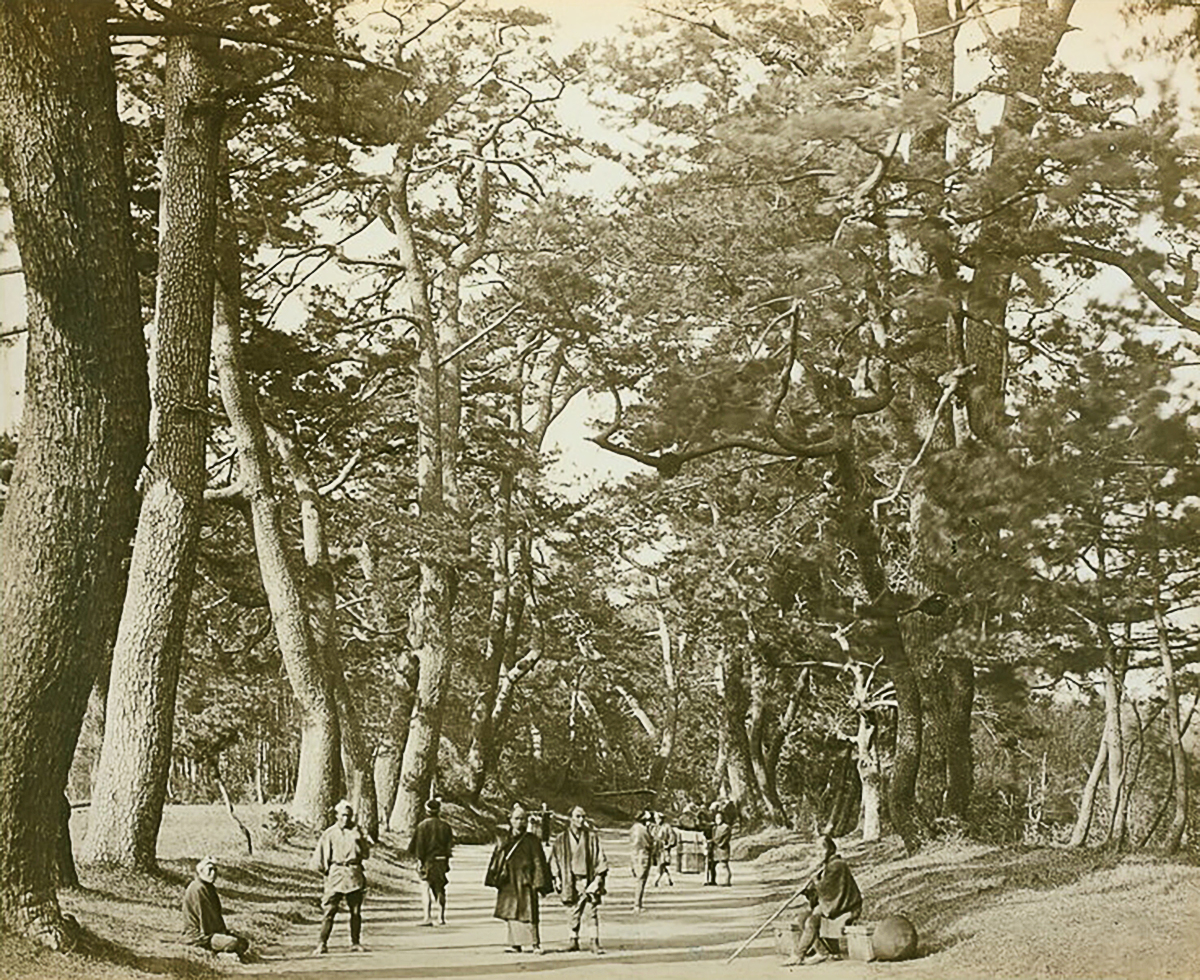
Tōkaidō w 1865

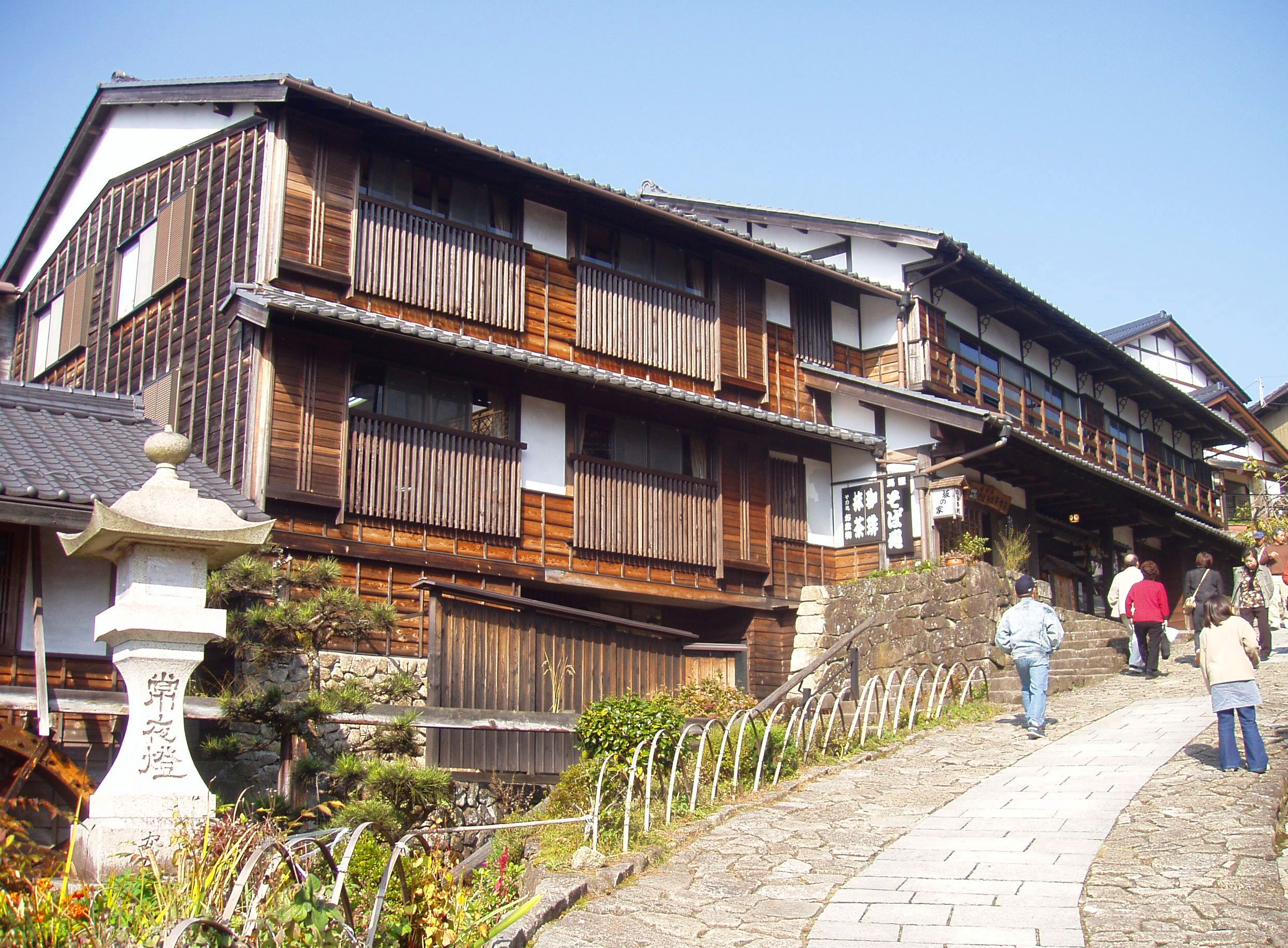
Stacja Magome-juku na drodze Nakasendō

Istniały również inne drogi, które były mniejszymi rozgałęzieniami Gokaidō lub mniej od nich uczęszczanymi. Niektóre z nich były porównywane do hime kaidō, gdyż były alternatywami dla Pięciu Dróg, lecz nigdy nie były tak oficjalnie nazywane.
|  | - Chichibu Ōkan - Hokkoku Kaidō - Hokurikudō - Kawagoe Kaidō | - Kawagoe Kodama Kaidō - Kamakura Kaidō - Kōya Kaidō - Tōkaidō (główny szlak) plus Ōsaka Kaidō lub Kyōkaidō (szlak boczny) | - Matsumaedō - Mikuni Kaidō - Minoji - Mito Kaidō | - Nagasaki Kaidō - Nikkō Onari Kaidō - Nikkō Reiheishi Kaidō - Nikkō Wakiōkan | - Ōyama Kaidō - Saigoku Kaidō - Sendaidō - Shio no Michi | - Tōgane Onari Kaidō - Tosa Kaidō - Ushū Kaidō - Yamato no Kodō |